# Kaori Chino
Pour les articles homonymes, voir Chino.
Kaori Chino (千野香織, Chino Kaori) (1952-2001) était une historienne de l’art, conservatrice de musée et professeure à l’université Gakushūin de Tokyo. Ses champs d’études incluent, entre autres, la peinture japonaise classique et moderne. Elle a aussi étudié le genre et le féminisme dans l’art japonais.

## Biographie
Chino est née à Yokosuka le 19 août 1952. Elle fait sa scolarité à Tokyo, puis intègre la faculté de Lettres de l’université de Kyoto en 1972, dont elle ressort diplômée en esthétique et histoire de l’art en 1976. Elle obtient un master en histoire de l’art japonais en 1978 à l’université de Tokyo. Elle y entame ensuite un doctorat (inachevé) sous la direction d’Akiyama Terukazu, éminent spécialiste de la peinture japonaise ancienne. Ses premiers travaux portent, dans la foulée des recherches de Teruzaku, sur des peintures de l’époque médiévale de genre yamato-e, dont la Biographie illustrée du moine Saigyō, le Rouleau enluminé du concours poétique sur les nouveaux sites célèbres d'Ise et un paravent du Jingo-ji. Ces premiers travaux la conduisent également à se pencher sur les emaki ainsi que sur les meisho-e, ou peintures de lieux célèbres, deux sujets qu'elle approfondit tout au long de sa carrière et dont elle devient une spécialiste reconnue.
En 1984, elle est la seconde femme à devenir conservatrice au musée national de Tokyo. Elle découvre en particulier dans les collections du musée une série de rouleaux de papier présentant des dessins sous-jacents du château d’Edo, qu’elle étudie en partenariat avec le professeur en architecture Nishi Kazuo, dans la lignée de ses recherches sur les meisho-e. Ces recherches leur valent de recevoir le prix Koizumi Yakumo.
En 1989, Chino obtient le poste de professeur associé d’art japonais à l’université Gakushūin de Tokyo,. Elle consacre une partie de sa recherche à synthétiser et approfondir l’état de l’art sur la peinture japonaise des époques de Heian et Kamakura, son principal domaine de spécialité. En 1992, elle séjourne à l’université Harvard et s’initie aux études de genre. Dans la foulée de ses travaux à Harvard, elle oriente sa recherche sur la thématique du genre dans l’art japonais à partir du milieu des années 1990, jusqu’alors très peu étudié par ses pairs. Elle apporte un point de vue féministe, qui suscite de nombreux débats parmi ses collègues. En 1994, elle est promue au poste de professeur à l’université Gakushūin.
Vers la fin des années 1990, Chino étudie la peinture japonaise contemporaine et la peinture coloniale en Corée. 
Elle meurt le 31 décembre 2001 d’une crise cardiaque.

## Champs de recherche

### Peintureyamato-e
Chino se spécialise tôt dans l’étude du yamato-e, sous l’égide de son directeur de thèse Akiyama Terukazu qui était un éminent spécialiste du sujet. Ce sujet reste au cœur de sa recherche tout au long de sa carrière. Les travaux de Chino portent notamment sur les Rouleaux illustrés du Dit du Genji, la Biographie illustrée du moine Saigyō, et les premiers développements du yamato-e au début de l’époque de Heian. Elle met en évidence les sources littéraires et poétiques de certaines de ces peintures ainsi que leur fonction et réception dans la société de Heian et Kamakura. Elle se consacre aussi aux différents supports pour le yamato-e, dont les rouleaux narratifs (emaki), les paravents et les panneaux, se concentrant notamment sur les principales caractéristiques de chaque support.  Elle étudie également les peintures yamato-e plus tardives, dont des peintures illustrant le Dit du Genji qu’elle attribue à Tosa Mitsunobu (XVIe – XVIIe siècles).

### Meisho-e
Les meisho-e sont des peintures de lieu célèbres qui émergent dès l’époque de Heian comme un thème majeur de la peinture japonaise. Chino met en évidence l’émergence et l’évolution du genre au cours des siècles, notamment le rapport aux sources poétiques et aux sites physiques ainsi que la stylisation des meisho.

### Genre dans l’art japonais
À partir des années 1990, Chino a été pionnière dans l’étude du genre dans l’art japonais, en particulier la représentation de la femme, l’importance du genre dans la production et la réception de la peinture, ainsi que le rapport entre genre et motifs, prenant pour cas d’étude différentes époques de l’histoire du Japon,. Sa recherche apporte une rupture dans le milieu académique japonais, l’étude du genre ayant été peu étudié par les historiens de l’art sur l’Archipel, en majorité des hommes. Elle y apporte une nouvelle méthodologie inspirée des études de genre pour étudier la peinture japonaise sous un angle nouveau.

## Hommage
La revue académique internationale Review of Japanese Culture and Society a publié en 2003 un numéro dédié à Chino, incluant une traduction de plusieurs de ses articles, une bibliographie exhaustive et un résumé de ses principales recherches. Un recueil de ses travaux est publié en 2010 sous l’égide de Tanaka Takako. L’Institut japonais pour l’étude du Japon médiéval organise une fois par an une conférence en l’honneur de Chino à Kyoto.